# Pityopus californicus
Pityopus
Genre
Espèce
Classification APG III (2009)
Synonymes
- Monotropa californica Eastw., 1902
- Pityopus californica (Eastw.) H.F.Copel., 1935

Pityopus californicus est une plante non chlorophyllienne de la famille des Éricacées. Présente dans les forêts de l'Ouest de l'Amérique du Nord, cette espèce vit en symbiose avec le mycélium des champignons du genre Tricholoma, par l'intermédiaire duquel elle exploite les produits de la photosynthèse des arbres associés aux champignons. Il s'agit de l'unique espèce du genre Pityopus.

## Taxonomie

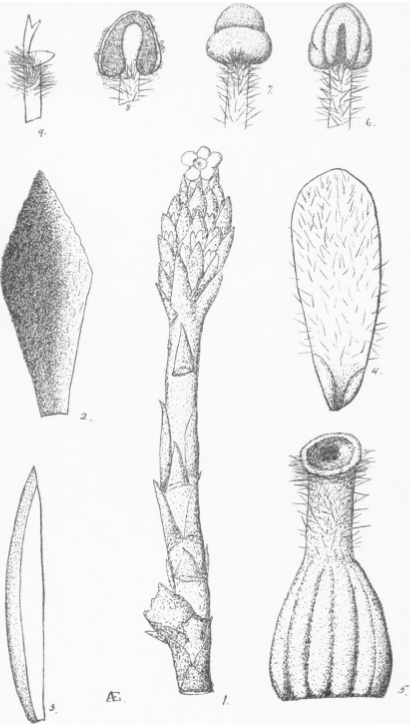
Pityopus californicus, illustration originale d'Alice Eastwood

Alice Eastwood découvre cette espèce au mois de mai sur un flanc de colline bordant Little Carson Creek, dans le comté de Marin, en Californie. La colline était couverte d'une pépinière naturelle dense de Chêne à tan. Elle la décrit en 1902 sous le nom Monotropa californica en raison de sa ressemblance avec le genre Monotropa et de la localité où elle la rencontre.
En 1914, John Kunkel Small décrit un nouveau genre, Pityopus, pour une espèce proche Pityopus oregonus. Ce nouveau genre a pour caractère discriminant des ovaires et capsules composés d'une seule cellule sans colonne centrale, des pétales et sépales entiers ainsi que des anthères aussi larges que longues. Ce nom provient du grec ancien pityos, « pin », et pus, « pied », une allusion à son habitat ; son nom anglophone en étant une transcription : California pinefoot, soit littéralement le Pied de Pin californien.
En 1935, Herbert Copeland synonymise Pityopus oregonus avec P. californicus et en fait par cela son seul représentant. Ce taxon est parfois nommé Pityopus californica, il s'agit d'un synonyme homotypique à conjugaison latine erronée.
Les études phylogénétiques des années 2000 révèlent que Pityopus californicus est étroitement apparenté Monotropa hypopitys, le Monotrope sucepin, dont il se distingue par un port particulièrement érigé.

## Description

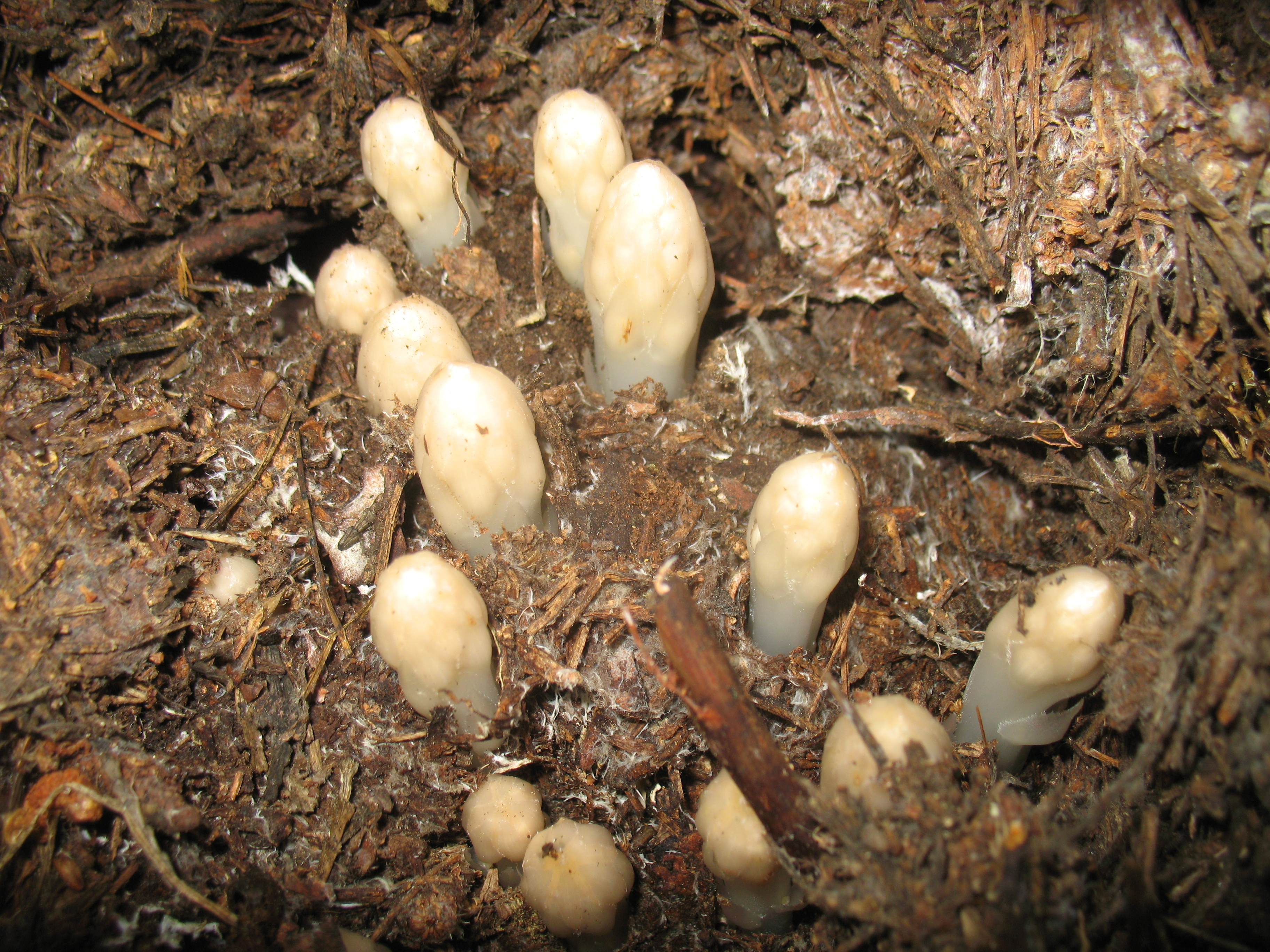
Jeunes-pousses de Pityopus californicus en juin 2008 (Californie, USA)

La plante entière, à l'exception des anthères rouges et des stigmates jaunes, est d'un blanc pur. Elle émet une odeur de terre et de champignon.
La plante se compose d'une tige solitaire ou en touffe, d'environ 1 dm de haut, glabre, cireuse. Ses feuilles deltoïdes à ovées, sont sessiles par une large base, aiguës, entières, mesurant 2 cm de long pour 6 mm de large à la base. Les inflorescences en épi dressé à fleurs denses terminent la tige érigée et contiennent environ 15 fleurs.
Ces fleurs sont composées de bractées semblables aux feuilles, mais plus étroites, les bractées supérieures devenant spatulées avec des pétioles larges et courts ; fleur ternaire d'abord en floraison, avec 5 pétales et sépales et 10 étamines ; fleurs inférieures avec 4 pétales, 2-4 sépales et 8 étamines. Les anthères rouge vif, s'ouvrent par deux fentes égales de chaque côté. Leur pollen est blanc. Les ovaires, quant à eux, sont quadrilobés, avec chaque lobe obtus à deux nervures. Le style est épais, aussi long que l'ovaire, densément laineux, surtout sous le stigmate jaune.
Les fruits sont des baies charnues non déhiscents contenant 25 à 100 graines ovoïdes et non ailées.

## Biologie
Contrairement aux plantes vertes autotrophes, Pityopus californicus ne contient pas de chlorophylle et n'utilise donc pas la photosynthèse afin d'assimiler lui-même les composés carbonés nécessaires à sa nutrition à partir de substances inorganiques. Il est myco-hétérotrophe, tirant son alimentation par symbiose grâce aux champignons du genre Tricholoma. Ces champignons forment des ectomycorhizes autour des racines des arbres et des mycorhizes particulières appelées « monotropoïdes », avec les racines du Pityopus ; ces tissus conduisant ainsi les produits de la photosynthèse des arbres, la sève élaborée, vers le Pityopus. Ceci lui permet de vivre dans des conditions de très faible luminosité, dans les sous-bois de forêts denses.

## Écologie et répartition
Cette espèce est endémique de la côte Ouest de l'Amérique du Nord et plus particulièrement des montagnes de Californie, de l'Oregon et de Washington. Elle affectionne les forêts tempérées décidues et mixtes humides de Pin de Jeffrey, de Pin ponderosa et de Sapin rouges et fleurit de la fin du printemps au début de l'été.

### Pityopus
- (en) Tropicos : Pityopus Small, 1914   (+ liste sous-taxons) (consulté le 30 avril 2020)
- (fr + en) ITIS : Pityopus Small (consulté le 30 avril 2020)
- (en) IRMNG : Pityopus J.K. Small, 1914 (consulté le 30 avril 2020)
- (en) The Plant List :  Pityopus Small.   (consulté le 30 avril 2020)
- (en) Flora of North America : Pityopus Small, 1914  (consulté le 30 avril 2020)
- (en) NCBI : Pityopus Small. (taxons inclus) (consulté le 30 avril 2020)
- (en) Catalogue of Life : Pityopus Small (consulté le 14 décembre 2020)
- (fr + en) GBIF : Pityopus Small. (consulté le 30 avril 2020)
- (fr + en) EOL : Pityopus Small (consulté le 30 avril 2020)

### Pityopus californicus
- (en) Tropicos : Pityopus californicus (Eastw.) Copel.   (+ liste sous-taxons) (consulté le 30 avril 2020)
- (fr + en) ITIS : Pityopus californicus (Eastw.) H.F. Copel. (consulté le 30 avril 2020)
- (en) IRMNG : Pityopus californicus (Eastw.) H.F. Copel. (consulté le 30 avril 2020)
- (en) The Plant List :  Pityopus californicus (Eastw.) Copel.    (source : Tropicos.org) (consulté le 30 avril 2020)
- (en) Flora of North America : Pityopus californicus (Eastw.) H.F. Copel.  (consulté le 30 avril 2020)
- (en) NCBI : Pityopus californicus (Eastw.) H.F. Copel. (taxons inclus) (consulté le 30 avril 2020)
- (en) Catalogue of Life : Pityopus californicus (Eastw.) H.F. Copel. (consulté le 30 avril 2020)
- (fr + en) GBIF : Pityopus californica (Eastw.) H.F.Copel. (consulté le 30 avril 2020)
- (fr + en) EOL : Pityopus californica (Eastw.) H. F. Copeland (consulté le 30 avril 2020)
- (en) IRMNG : Pityopus californica (Eastw.) H.F. Copel. (consulté le 30 avril 2020)